# 利兹 (犹他州)
利兹（英文：Leeds），是美国犹他州华盛顿县下属的一座城市。建市于 1867年，面积大约为3.71平方英里（9.6平方公里），海拔约为3,481英尺（1,061米）。根据2010年美国人口普查，该市有人口820人。